# Friedrich Wilhelm Marpurg
Friedrich Wilhelm Marpurg (Seehof, 21 novembre 1718 – Berlino, 22 maggio 1795) è stato un critico musicale, compositore e teorico della musica tedesco.
Visse a Berlino, dove fondò e diresse (1749-1750) "Der kritische Musicus an der Spree", uno dei primi giornali musicali che si ricordino. Sostenne le ragioni di Johann Joachim Quantz nella polemica con Joachim Erasmus Moldenit inerente alle loro divergenze sulla tecnica flautistica.
Autore di numerosi saggi sulla composizione, sulla fuga, sulla tecnica clavicembalistica ecc., diffuse in Germania le teorie di Jean-Philippe Rameau, da lui conosciuto durante un soggiorno a Parigi.
Come musicista è uno dei primi esponenti della scuola liederistica di Berlino.

## Opere
- Pièces de Clavecin, Parigi, intorno a 1748
- Der critische Musicus an der Spree, 1750
- Die Kunst das Clavier zu spielen, 1750,
- Principes du clavecin, 1756
- Abhandlung von der Fuge, 1753
- Historisch-kritische Beyträge zur Aufnahme der Musik, 1754 – 1778
- Anleitung zum Clavierspielen, 1755
- Sei Sonate per Clavicembalo, Nuremberg, 1755
- Anfangsgründe der theoretischen Musik, 1757
- Handbuch bey dem Generalbasse und der Composition, 1757 – 1762
- Anleitung zur Singcomposition 1758
- Kritische Einleitung in die Geschichte und Lehrsätze der alten und neuen Musik, 1759
- Kritische Briefe über die Tonkunst, 1759 – 63
- Anleitung zur Musik überhaupt, und zur Singkunst besonders, 1763
- Die Kunst sein Glück spielend zu machen. Oder ausführliche Nachricht von der italienischen, und nach Art derselben zu Berlin, Paris und Brüssel etc. errichteten Zahlen-Lotterie zwischen 1 und 90 : mit beygefügten Planen, sein Geld bey selbiger mit Vortheil anzulegen, 1765
- Friedrich Wilhelm Marpurgs Anfangsgründe des Progressionalcalculs überhaupt, und des figürlichen und combinatorischen besonders, wie auch des logarithmischen, trigonometrischen und Decimalcalculs, nebst der Lehre von der Ausziehung der Wurzeln und der Construction der eckigten geometrischen Körper, 1774
- Versuch über die musikalische Temperatur, 1776
- Fughe e Capricci pel'Clavicembalo o per l'Organo, Opera Prima, Berlin, 1777
- Legende einiger Musikheiligen, 1786
- Neue Methode allerley Arten von Temperaturen dem Claviere aufs bequemste mitzuteilen, 1790

### Pièces de Clavecin (1748)
- Première Suite (ré majeur)

1. Les Avanturiers, rondeau
2. Le petit Badinage
3. Menuets I & II

- Deuxième Suite (fa majeur)

1. Le songe des Muses, rondeau
2. La Voltigeuse, rondeau

- Troisième Suite (ut majeur/mineur)

1. Tambourins
2. Le Coucou
3. La Plaintive Philis, rondeau

- Quatrième Suite (la mineur/majeur)

1. Gavottes et doubles
2. Les Petits Trots
3. Les Remouleurs, rondeau
4. La Frivole, rondeau

- Cinquième Suite (sol majeur)

1. La Nymphe Marine, rondeau
2. Feste Provençale, Tambourins I & II, Musettes I & II
3. Le Diable à quatre
4. Menuets et doubles
5. Les Drÿades, rondeau

## Discografia
- Marpourg. Pièces de clavecin. Yves-G. Préfontaine, clavicembalo copia Jean-Henri Hemsch eseguito da Yves Beaupré. ATMA Classique ACD 2 2119 (1996, riedizione. 2007);
- Friedrich Wilhelm Marpurg : Complete harpsichord works, 2CD, Francesco Mazzoli, clavicembalo copia Pascal Taskin eseguito da Claudio Tuzzi, La Giovane Classicità, Parigi, DJK 005 2014[2].